# Anartodes magna
Anartodes magna là một loài bướm đêm trong họ Noctuidae.